# Zamfirescu Racoți Predoiu
Zamfirescu Racoți & Partners (ZRP) este o casă de avocatură din România, recunoscută, în special, în domeniul soluționării litigiilor, arbitrajului și al insolvenței. 
Cătălin Predoiu a fost asociat în firmă, până la numirea lui ca ministru al justiției, în anul 2008. 
Compania avea în februarie 2010 un număr de 30 de avocați.

## Istoric
Compania a fost înființată în anul 2005 prin fuziunea caselor de avocatură Călin Zamfirescu & Asociații și Racoți Predoiu.
Firma Călin Zamfirescu & Asociații și-a început activitatea în decembrie 1995, imediat după apariția legii avocaturii. Zamfirescu și Asociații a fost fondată de Călin-Andrei Zamfirescu și Ariana Zamfirescu. Un al treilea partener, Stan Tîrnoveanu li s-a alăturat ulterior. Societatea a devenit în scurt timp recunoscută în domeniul soluționării litigiilor, arbitrajului, în domeniul bancar, financiar și al insolvenței.
În aceeași perioadă, se puneau bazele celeilalte firme de avocatură, Racoți - Predoiu, fondată de Ioana Racoți și Cătălin Predoiu, doi tineri avocați. Societatea s-a dezvoltat rapid, lărgindu-și treptat gama de servicii la tranzacții pe piața de capital, domeniul bancar și financiar, precum și la domeniul energiei și resurselor naturale.

## Competitori
Concurenții principali sunt Mușat & Asociații, Nestor Nestor Diculescu Kingston Petersen (NNDKP), Popovici Nițu & Asociații, Stoica & Asociații și Dragne & Asociații.
Cifra de afaceri:
- 2011: 4,5 milioane euro[4]
- 2009: 3,8 milioane euro[5]